# 约翰斯·霍普金斯大学
約翰斯·霍普金斯大學，简称霍普金斯（英語：、或），是一所主校区位於美國馬里蘭州巴爾的摩的研究型私立大學，1876年依據富商和慈善家约翰斯·霍普金斯的遗嘱用其遗产建立。約翰斯·霍普金斯大學附設10個學院及主要分支機構，並在美国马里兰州、華府、義大利和中国设有校区或國際中心。
约翰斯·霍普金斯大学采用德国古老的海德堡大学研究所的概念，被认为是美国第一所研究型大学，是美洲大学协会的12个创始会员之一。它的成功引发了美国其它大学向研究型大学转型。美国国家科学基金会连续31年将该校列为全美科研经费开支最高的大学。约翰斯·霍普金斯大学在醫學、公共衛生、生物學、統計學、歷史學與國際關係等相關學術領域闻名世界，也是哈勃空间望远镜和詹姆斯·韦伯空间望远镜的地面控制中心所在地。
截至2020年4月，共有39名校友、教职工及研究人员获诺贝尔奖。

## 历史

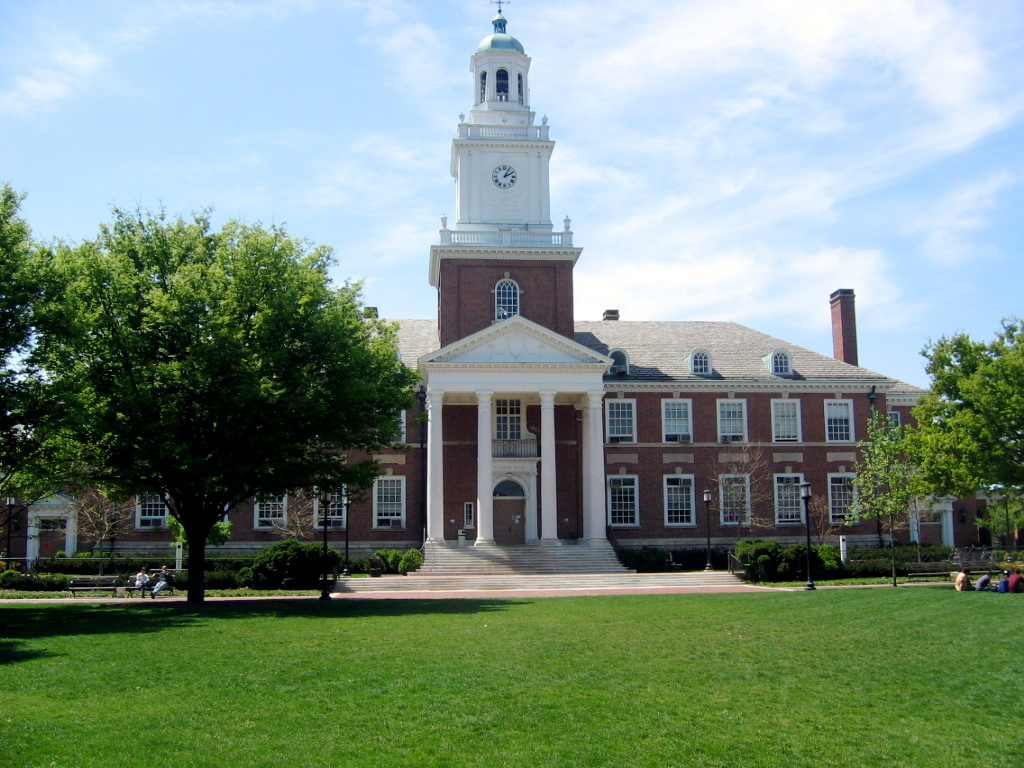
霍普金斯大学的的标志性建筑，位于Homewood校区的Gilman Hall

约翰斯·霍普金斯大学创建于1876年1月22日。大学以其创建人和主要捐资人，巴尔的摩银行家、贵格会教徒约翰斯·霍普金斯（Johns Hopkins）命名。霍普金斯大学（The Johns Hopkins University）中的「Johns」之拼法极其少见，即使以英语为母语者也经常将之与「John」混淆。。此名来自捐资人约翰斯·霍普金斯的曾祖母玛格丽特·约翰斯（Margaret Johns）的姓氏。这个姓氏被霍普金斯家族作为名字传承。《参考消息》論者據此認爲正确譯名应为“约翰斯·霍普金斯大学”。
1873年约翰斯·霍普金斯去世，遵照其遗嘱，其身後大约七百万美元（按购买力折算，相当于2006年的16亿美元）的遗产被分成均等的两份，分别捐赠给以其名字命名的约翰斯·霍普金斯大学和约翰斯·霍普金斯医院。这在当时的美国是有史以来最大的一笔慈善捐赠。创始人希望摒弃美式学院的陈规旧制，仿照威廉·洪堡等人所倡导的以柏林洪堡大学为代表的德国大学模式，打造一所专注于扩展知识、研究生教育和鼓励研究风气的新式研究型大学。大学的目标为：“鼓励研究以及独立学者的进步，使得他们可以通过自己精湛的学识推动他们所追求的科学以及所生活的社会前进。”
大学的拉丁文校训为Veritas vos liberabit（“真理必叫你们得以自由”，语出《圣经·约翰福音》8:32）。校徽的正中央为橡树枝支撑的马里兰州建立者巴尔的摩领主的家族纹章，其上的书籍和地球象征着艺术和科学研究。大学的首任校长是Daniel Gilman。
约翰斯·霍普金斯大学是西半球第一所研究型大学，也是美国第一所以讨论班方式授课、第一所分专业录取本科生的大学。其理念和模式都对后来的美国大学产生了巨大的影响并为之纷纷效仿，典型例子如芝加哥大学。
霍普金斯大学在美国乃至世界高等教育发展史中做出了许多开创性的贡献。1876年，创立博士后制度。开办于1878年的約翰斯·霍普金斯大學出版社是美国现今仍然运作的历史最悠久的大学出版社。1879年，发现世界上第一种人工甜味剂糖精和霍尔效应。
1889年，首先倡导在临床手术中使用橡胶手套，大学建立了全美最早的护理学院之一。霍普金斯医学院是美国第一所开展研究生教育的医学院，成为日后许多医学教育机构效仿的对象。1900年，约翰斯·霍普金斯大学是全美大学联盟的14所创始校之一。
1909年，大学首倡成人教育。1916年，大学创办全美第一所公共卫生学院。1917年，以约翰斯·霍普金斯大学医学院为蓝本，建立北京协和医学院。威廉·亨利·韦尔奇，约翰霍普金斯大学医学院和公卫学院的首任院长，出任协和医学院的创始院长。1919年，首次实现硅胶的工业化生产。1936年，人类第一种合成抗菌药百浪多息由约翰斯·霍普金斯大学引进入美国。1944年，开发出第一台超音速冲压喷气发动机，第一例法乐氏四联症手术在约翰斯·霍普金斯医院成功实施。
1946年，从V-2火箭上拍摄到第一幅证明地球曲率的图像。20世纪五、六十年代，米尔顿·艾森豪威尔担任校长期间，霍普金斯获得了高速的发展。十年间，大学的总收入增长了三倍，捐赠额翻番。1950年和1977年，高级国际研究学院（SAIS）和皮博迪学院分别并入霍普金斯。大学进行了雄心勃勃的扩建计划，并且与华盛顿建立了进一步紧密联系。
1960年，对美国教育不平等状况的大规模研究和呼吁最终导致了里程碑式的“教育平等机会法案”的诞生。1962年，第一例心脏搭桥手术在约翰斯·霍普金斯医院成功实施。1967年，第一张从太空拍摄的全球彩色照片。
1970年代，发现DNA限制性内切酶，标志着整个的基因工程领域的诞生。1972年，发明了第一个可植入式的人工心脏起搏器。1979年，首次证明了机动车事故中婴儿高死亡率的原因，直接导致美国及全球各国此后陆续通过了儿童安全座椅法案。
1985年，第一例完全变性手术在约翰斯·霍普金斯医院成功实施。1995年，开发出第一个有效治疗鐮刀型紅血球疾病的方法。1998年，首次成功分离培养人类胚胎干细胞。
2011年，由约翰斯·霍普金斯大学应用物理实验室负责研发的人类第一个水星专门探测器信使号于3月到达水星。2019年末，约翰斯·霍普金斯大学的冠状病毒資源中心（Coronavirus Resource Center）开始透過收集来自全球数百个来源的数据来追蹤2020年的嚴重特殊傳染性肺炎疫情全球病例，成为有关各國疫情引用最多的来源之一。

## 学术

### 本科教学

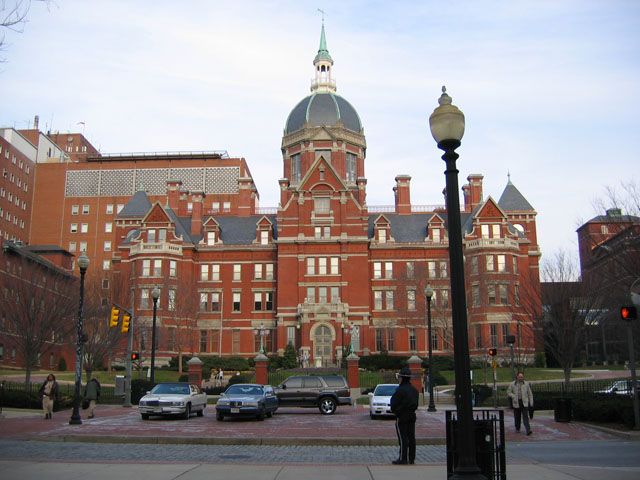
位于东巴尔的摩校区（医学部）的约翰斯·霍普金斯医院主楼

霍普金斯的研究活动极其活跃。作为一所注重研究的学校，霍普金斯大学对培养学生的分析和理解能力十分重视。在霍普金斯，許多本科學生均有機會參與研究工作。无论是文、商、理、工科学生都被强烈鼓励参加各項研究，让学生较早就接触、了解和掌握前沿学科的最新动态。霍普金斯约80%的本科生在校四年期间从事过至少一项独立研究，并且很多时候是与该领域的顶尖研究者合作。
为了确保学生有机会参与不同学科的研究项目，霍普金斯大学將师生人数比例控制在1：8左右，使得足夠的一流教授在课堂上和实验室里与学生一起探讨问题，一起寻求真理，为老师指导学生提供足够的便利。
另外，霍普金斯大学的学术威望和校友关系，为学生争取在著名实验室、医院、公司和政府机构的科研和实习机会，使他们尽早了解现实世界对他们的期望所在，同时又为学生们发挥潜能创造理想的条件。霍普金斯大学的本科學生也時常可以享受到其医学院、公共卫生学院、商学院及国际关系学院的各項資源。
与其他注重抽象性理论研究的大学不同，霍普金斯大学的研究侧重于应用性研究。在霍普金斯大学的各个学科领域，教授和学者们都无一例外地强调知识的实用价值。心理学、人类学和文化研究的教授们借助各自的学科知识，告诉学生这些知识对认识自己、互相沟通、促进了解的重要作用；工程学、医学、计算机科学的教授们则在他们各自相关学科领域，向学生传授掌握技术知识的实际本领，帮助他们到这个竞争激烈的社会里去拼搏；国际问题和经济问题专家们通过现实世界中的种种实例，让学生明白，世界上的许多争端和矛盾可以假借政治学家和经济学家的智慧和经验得到妥善的解决。由于理论知识和实际运用相结合，学生们在霍普金斯大学学到的东西相当实在，真正达到了“经世致用”的目的。
基于这一原因，一代又一代霍普金斯的毕业生们用他们在霍普金斯大学学到的知识、受到的训练和养成的习惯作为起点，在各自的新岗位上发挥才能，成为美国各个重要领域里的杰出人物。
据统计，霍普金斯大学的本科毕业生中，近三分之二进入研究生院或是考入医学和法律等专业学院深造。这一比例在全美大学中属最高之列。

### 科学研究

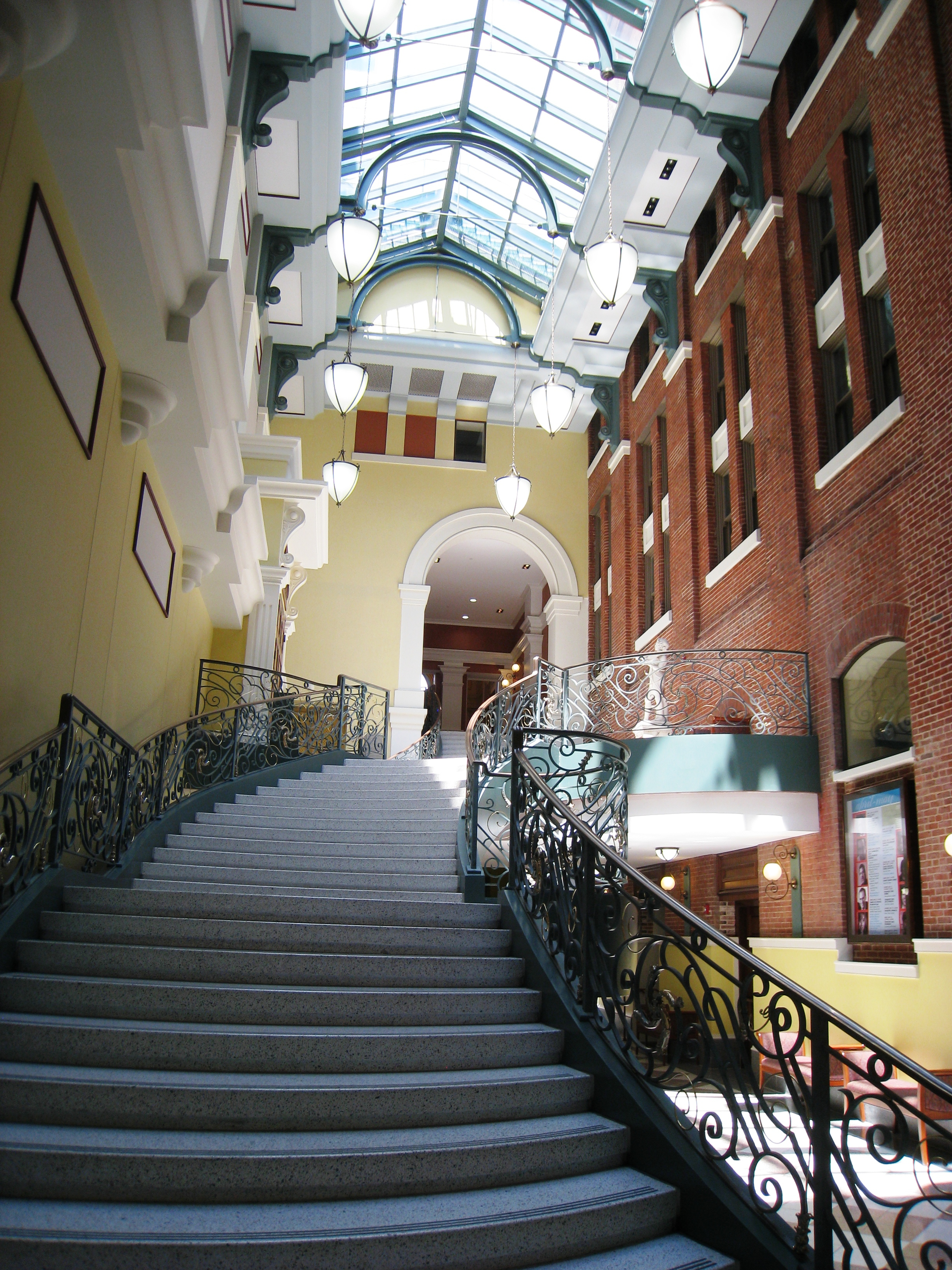
皮博迪音乐学院内部

尽管为一所私立大学，霍普金斯常年获得美国联邦政府的巨额科研拨款。2000财年，霍普金斯获得美国国家航空航天局（NASA）9540万美元的研究拨款，使其成为该领域科研经费最高的研究机构。国际小行星协会将小行星132524命名为APL，即约翰斯·霍普金斯应用物理实验室的缩写。南極洲的和阿拉斯加的约翰霍普金斯冰川、约翰霍普金斯湾均以大学命名。
2002财年，霍普金斯成为第一所总研究经费和联邦政府研究拨款两项均超过10位数（10亿美元）的大学（至今还没有其它大学大打破这项纪录）。在2007财政年约翰斯·霍普金斯共从国家科学基金会、国家卫生研究院、国家航空航天局以及美国国防部获得超过15亿美元的科研经费。根据美国自然科学基金会（NSF）的统计，霍普金斯大学在科学、医学和工程学的研究开支连续三十年位列全球第一。截止至2008年有130名美国科学院、工程学院、医学院、文理学院院士就职于约翰斯·霍普金斯。截止至2005年共有8位约翰斯·霍普金斯的科研人员获得美国国家科学奖章。
由于政府资助的对象通常是较实用且具有一定迫切性的学科，因此相对而言，人文与艺术学科获得的资助较少。尽管如此，霍普金斯的人文与艺术学科排名依然十分靠前。以人文学科为例，霍普金斯大学的写作研讨班（Writing Seminars）驰誉全美。在这个富有特色的写作研讨班里，学生们在教师的悉心指导下，认真研读英美名作家的经典之作，寻求和探索他们的写作风格和写作技巧，然后把名作家的写作方法应用于自己的写作练习之中，从中感受艺术大师的写作经验。
在社会科学方面，霍普金斯大学政治系的国际研究课程不仅在该校是最受欢迎、选修学生最多的课程，而且在全国高校的同类学科中属于佼佼者。霍普金斯大学的高级国际研究学院（SAIS）成立于1943年，1950年成为约翰斯·霍普金斯大学的一部分，其宗旨是为“有志于在政府、国际组织、商业、银行、新闻、教育和研究机构任职的人提供研究生层次的培训”。在过去五十多年里，高级国际研究学院为美国政府和国际组织培养了人数相当可观的外交人才。

## 校园
霍普金斯大学在马里兰州、华盛顿特区、意大利、新加坡以及中国设有教学或研究机构。

### 霍姆伍德（Homewood）校区

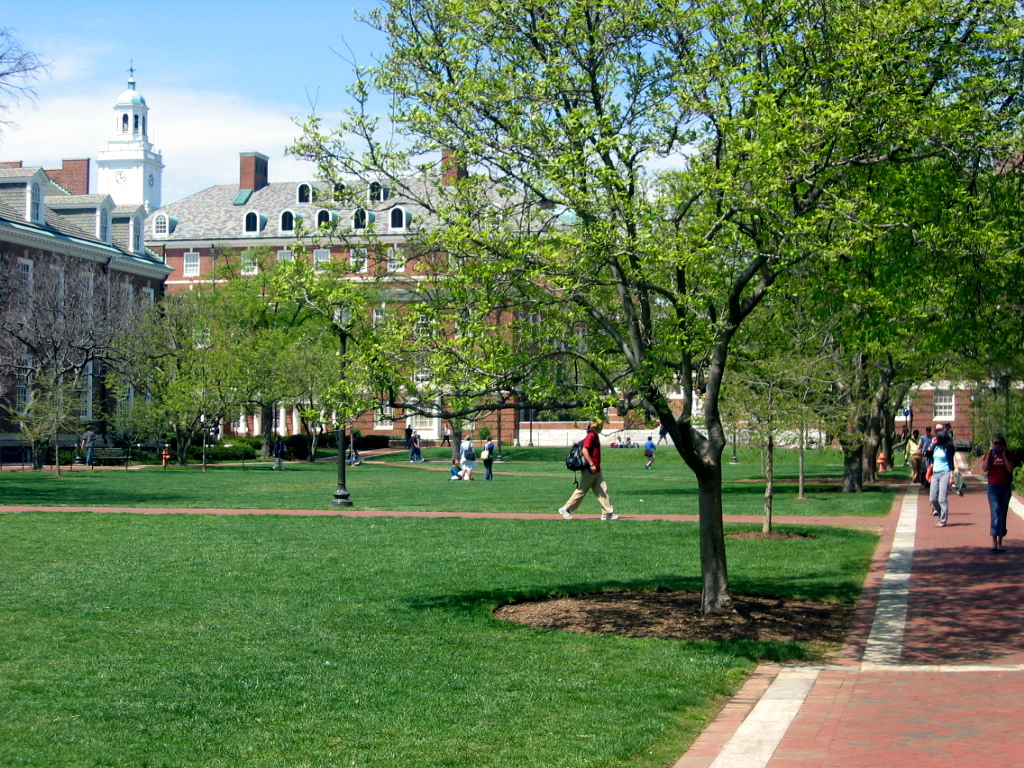
霍姆伍德校区一角

- 克里格文理学院（Zanvyl Krieger School of Arts and Sciences）
- 怀廷工学院（G.W.C. Whiting School of Engineering）
- 教育学院（School of Education）
- 哈勃空间望远镜研究所（Space Telescope Science Institute ）

霍姆伍德校区是大学最古老的校区。校园位于巴尔的摩市的北部，地处集小镇魅力与大都市活力于一身的查尔斯区，为大巴尔的摩都市圈的周末热门度假地。从该地坐火车去华盛顿特区只需1小时，去纽约不到3小时，步行可达附近众多名胜古迹。校址地名霍姆伍德原是《独立宣言》签名人之一的查尔斯·卡罗尔之子的庄园。整个校园占地面积140英亩，四处古树环抱，绿草如茵。校内建筑以19世纪典型学院派风格的红砖建筑为主。校园里四通八达的小路把各幢大楼连成一片，宁静安谧，人文气息浓郁，素有巴尔的摩“精神首府”的雅称。

### 东巴尔的摩校区（医学部）

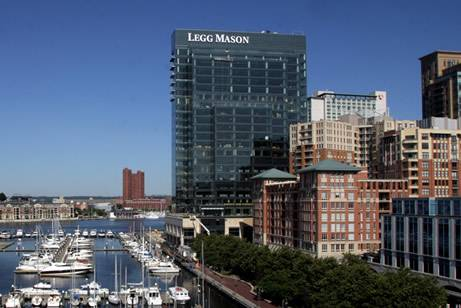
Legg Mason金融中心——开瑞商学院总部所在地

- 约翰斯·霍普金斯医院
- 布隆伯格公共卫生学院
- 約翰斯·霍普金斯大學醫學院
- 护理学院

### 巴尔的摩市区
- 开瑞商学院（巴尔的摩校区）
- 皮博迪学院（Peabody Institute）（霍普金斯大学音乐学院）

### 华盛顿特区
- 开瑞商学院（华盛顿校区）
- 保罗·尼采高级国际研究学院（英语：Paul H. Nitze School of Advanced International Studies）

### 马里兰州月桂镇
- 約翰斯·霍普金斯大學應用物理實驗室（与美国国防部和NASA共建）

## 排名
根據美國新聞與世界報導，約翰斯·霍普金斯大學在2022年綜合大學的排名中，獲得全美第9名、全球第9名的排名。約翰斯·霍普金斯大學在2021年《華爾街日報》及《泰晤士高等教育》共同發表的全美最佳大學排名第11名。
約翰斯·霍普金斯大學在2021年QS世界大學排名排名第25名，在泰晤士高等教育世界大學排名第12名。在上海軟科教育信息諮詢公司發表的世界大學學術排名，約翰斯·霍普金斯大學位居第15名，在國立臺灣大學發表的世界大學科研論文質量評比位居第5名。

## 文娱活动
霍普金斯大学不仅科学研究首屈一指，其体育竞赛方面的成绩也相当出色。全校共有200多个学生自己管理的俱乐部和协会。从骑自行车到管弦乐队，从橄榄球到摄影爱好，几乎青年人的每种兴趣爱好，都有一个相对应的团体组织。

### 体育竞赛
霍普金斯大学体育队的吉祥物为冠蓝鸦。传统的体育强项有曲棍球、棒球、足球、网球、篮球、游泳等。在众多的项目中，以曲棍球队的成绩最为出色。霍普金斯男子曲棍球队共44次夺得全国联赛锦标。霍普金斯与马里兰大学是曲棍球场上的老对手。自1899年以来，两队赛场上交锋达103次之多。

### 春季嘉年华
每年四月举行的春季嘉年华（The Johns Hopkins Spring Fair）是霍普金斯大学的众多传统之一，也是巴尔的摩地区远近闻名的特色节目。从白天到黑夜，为期三天的嘉年华会将整个小镇变成一片欢乐的海洋。每年都有数以10万计的参观者从四面八方慕名而来，与霍普金斯大学的学生一起在游园、美食、歌舞表演中尽情狂欢。

## 知名校友
- 亚当·里斯：2011年諾貝爾物理學獎得主，透過觀測遙遠超新星而發現宇宙加速膨脹。
- 湯瑪斯·伍德羅·威爾遜： 美國第28任總統，先後任普林斯頓大學校長，紐澤西州州長等職。迄今為止他是唯一擁有哲學博士頭銜的美國總統。1919年諾貝爾和平獎得主。
- 喬治·邁諾特與喬治·惠普爾:由於關於惡性貧血的研究而共同獲得1934年的諾貝爾生理學或醫學獎。
- 約瑟夫·厄爾蘭格（Joseph Erlanger）與赫伯特·斯賓塞·加瑟（Herbert Spencer Gasser）因為發現了多種不同的神經纖維及神經細胞動作電位的研究，而獲頒1944年諾貝爾生理學或醫學獎。
- 弗朗西斯·裴頓·勞斯（Francis Peyton Rous），他發現了反轉錄病毒 Rous sarcoma virus（RSV）在某些癌症中所扮演的角色，因而獲得1966年的諾貝爾生理學或醫學獎。
- 丹尼爾·那森斯（Daniel Nathans），與漢彌爾頓·史密斯（Hamilton Smith）: 於1970年代發現限制酶並發展分子生物學研究，獲得1978年諾貝爾生理學或醫學獎。納森斯曾於1995至1996年期間，擔任約翰·霍普金斯大學校長。
- 大衛·休伯爾（David Hunter Hubel）與合作者托斯坦·威澤爾（Torsten N. Wiesel）: 由於對視覺系統中視覺信息處理的研究的貢獻，而與另一團隊的科學家羅傑·斯佩里（Roger W. Sperry）共同獲得1981年諾貝爾生理學或醫學獎。
- 馬丁·羅德貝爾（Martin Rodbell）: 因發現G蛋白和這些蛋白在細胞信號傳導中的作用獲頒1994年諾貝爾生理學或醫學獎。
- 黃詩厚（Alice S. Huang）: 美籍華裔病毒學家，中央研究院院士。1971-1991年曾擔任美國哈佛大學醫學院微生物學和分子遺傳學教授。曾任美國微生物學會會長（1989）。紐約大學（NYU）理學院院長，約翰·霍普金斯大學董事。美國洛克菲勒基金會董事。2010年2月成為美國科學促進會（American Association for the Advancement of Science，簡稱AAAS）主席。
- 海德邁（Thomas M. Henderschedt）：美國海軍將領、美國駐華大使館國防武官。
- 黃明和：中華民國立法院無黨籍立法委員。
- 張博雅：曾任嘉義市市長、行政院衛生署署長、內政部部長兼臺灣省主席、中央選舉委員會主任委員、監察院院長，是史上首位女性五院院長。
- 陳建仁：中華民國第14任副總統。國際知名「砷中毒」權威學者、臺灣B型肝炎疫苗全面接種的推手之一，也是肝癌等癌症研究專家。
- 高為元：2015至2019年任香港大學副校長，2022年任國立清華大學校長。
- 諶立中：臺灣首任心理健康司司長。
- 蒲慕明: 中央研究院院士，美國科學院外籍院士，中國科學院院士，現任中國科學院神經科學研究所所長，美國加州大學伯克利分校Paul Licht傑出生物學講座教授。父親蒲良梢曾任台灣航空工業發展中心副主任，逢甲大學航空工程學系系主任。
- 李桓英：公共衛生學家，發明漢生病（舊稱痲瘋病）「短程聯合化療方法」，中國駐世界衛生組織第一人。
- 麥克·彭博（Michael Rubens Bloomberg）: 彭博有限合夥企業創始人，2002年至2013年間擔任紐約市市長。2020年9月公佈的福布斯美國400富豪榜排名第14名，資產達550億美元。彭博公共衛生學院（Johns Hopkins Bloomberg School of Public Health）2001年為表彰他為資助者而改今名。

## 图片集

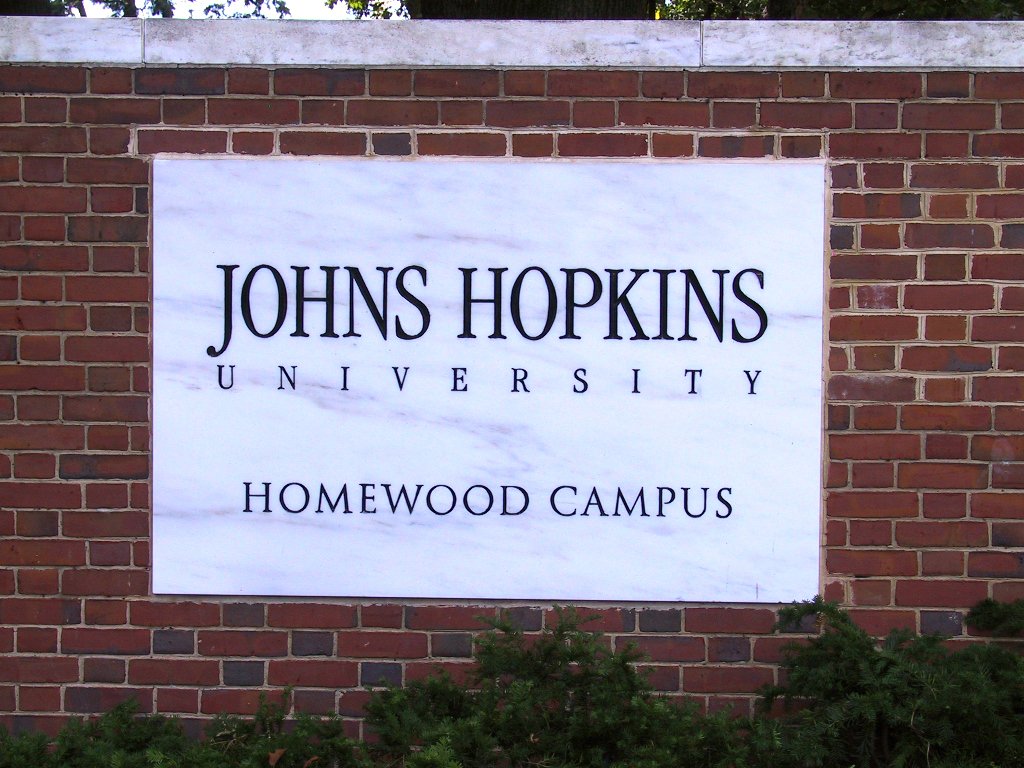
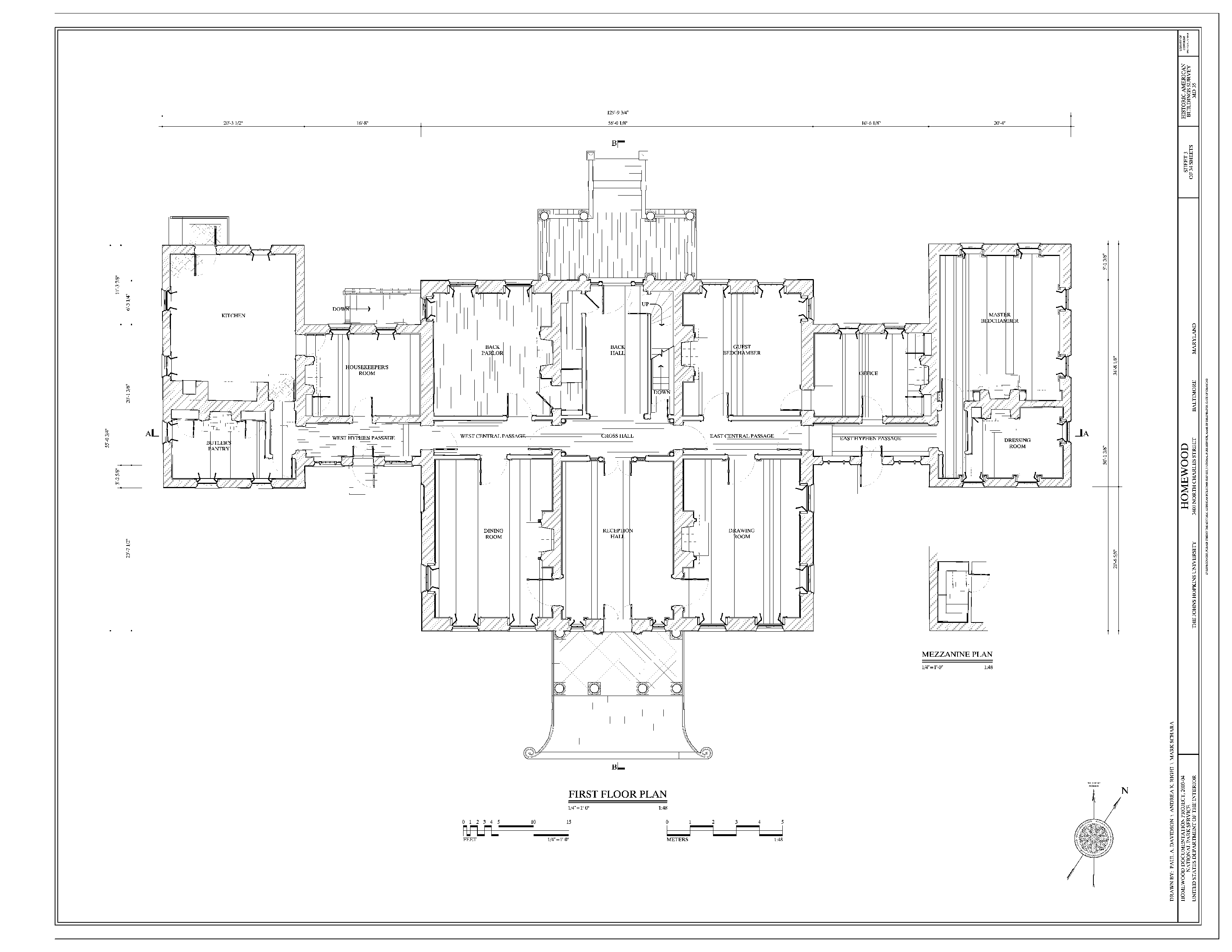
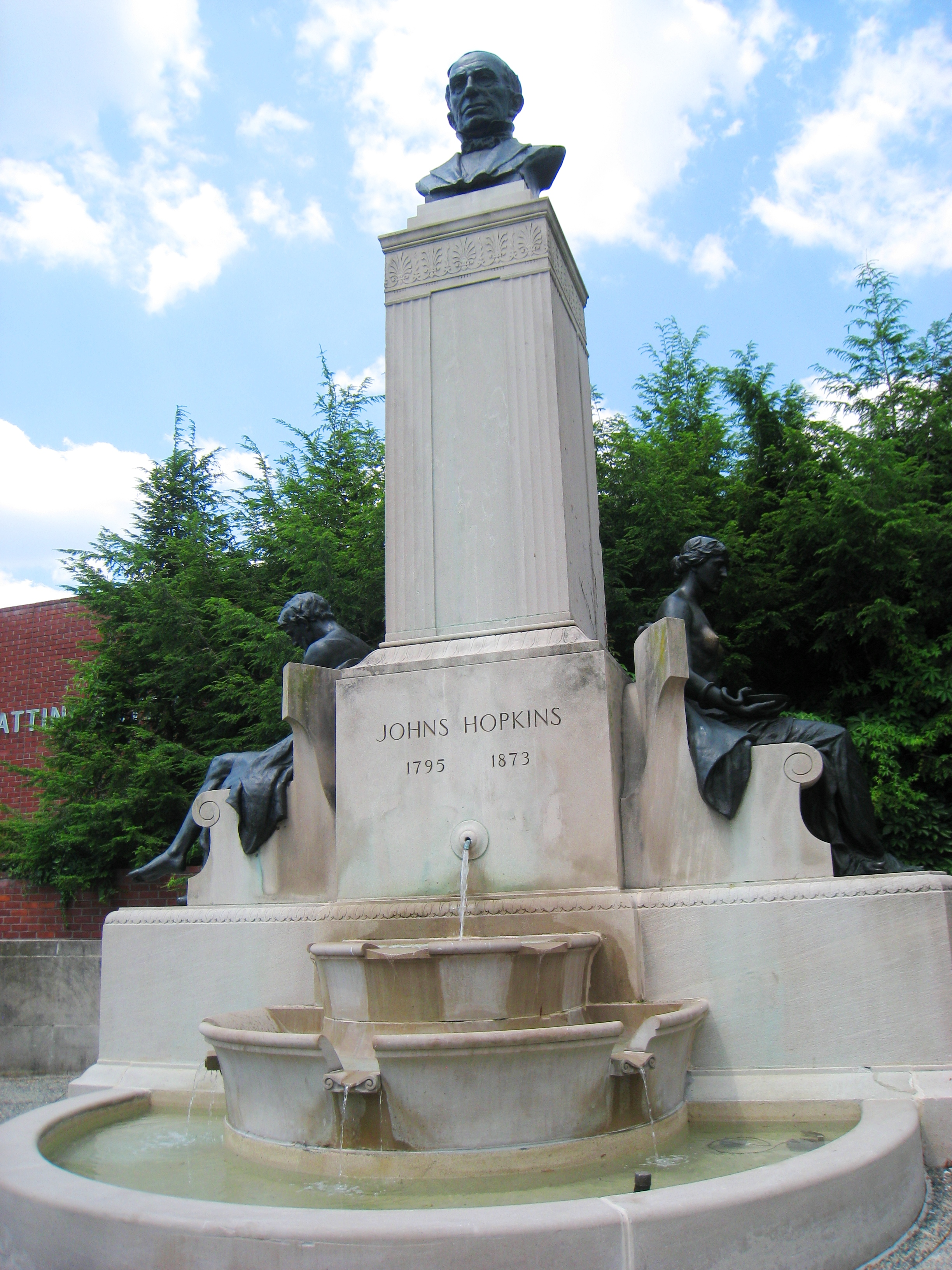
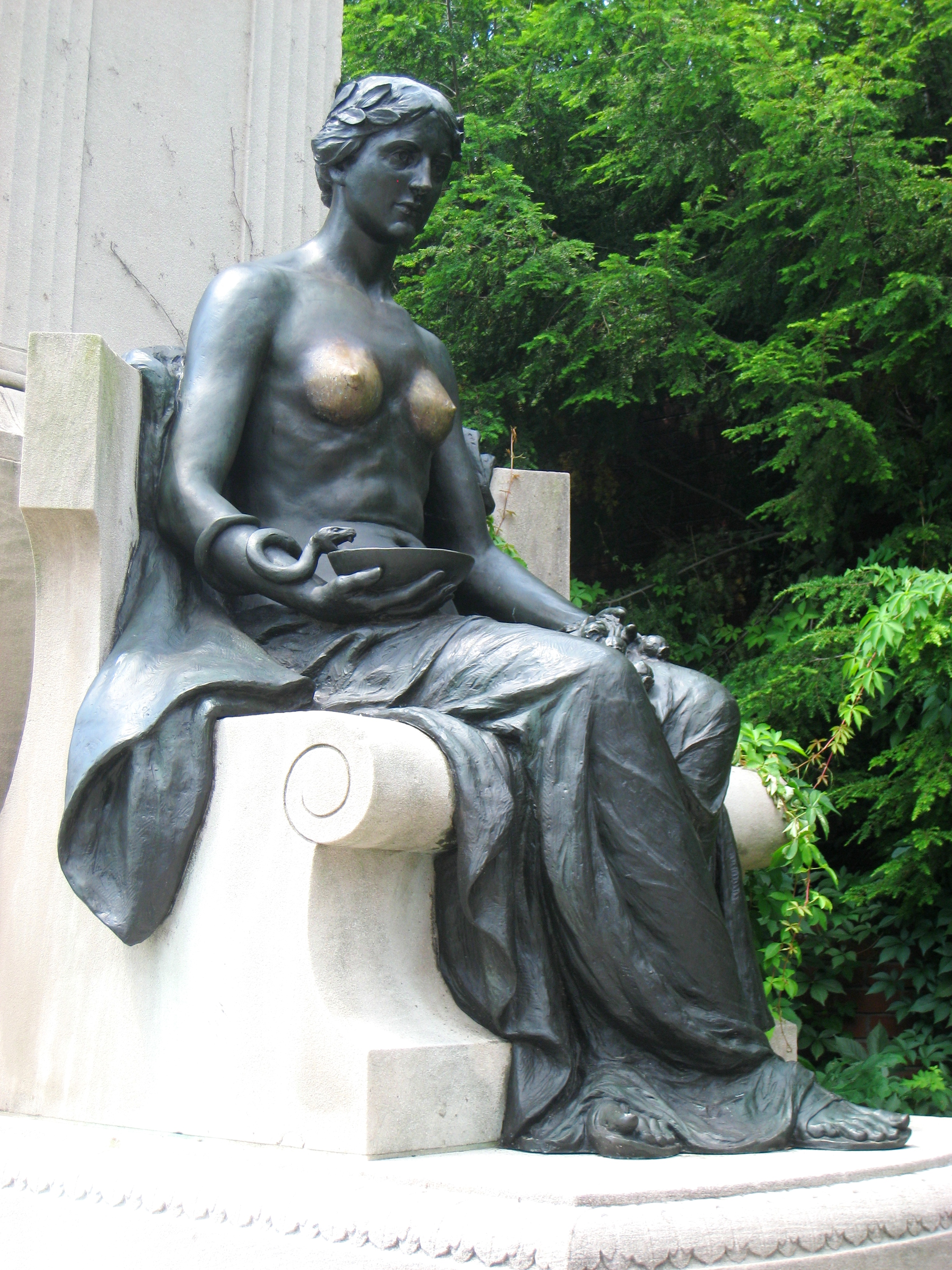
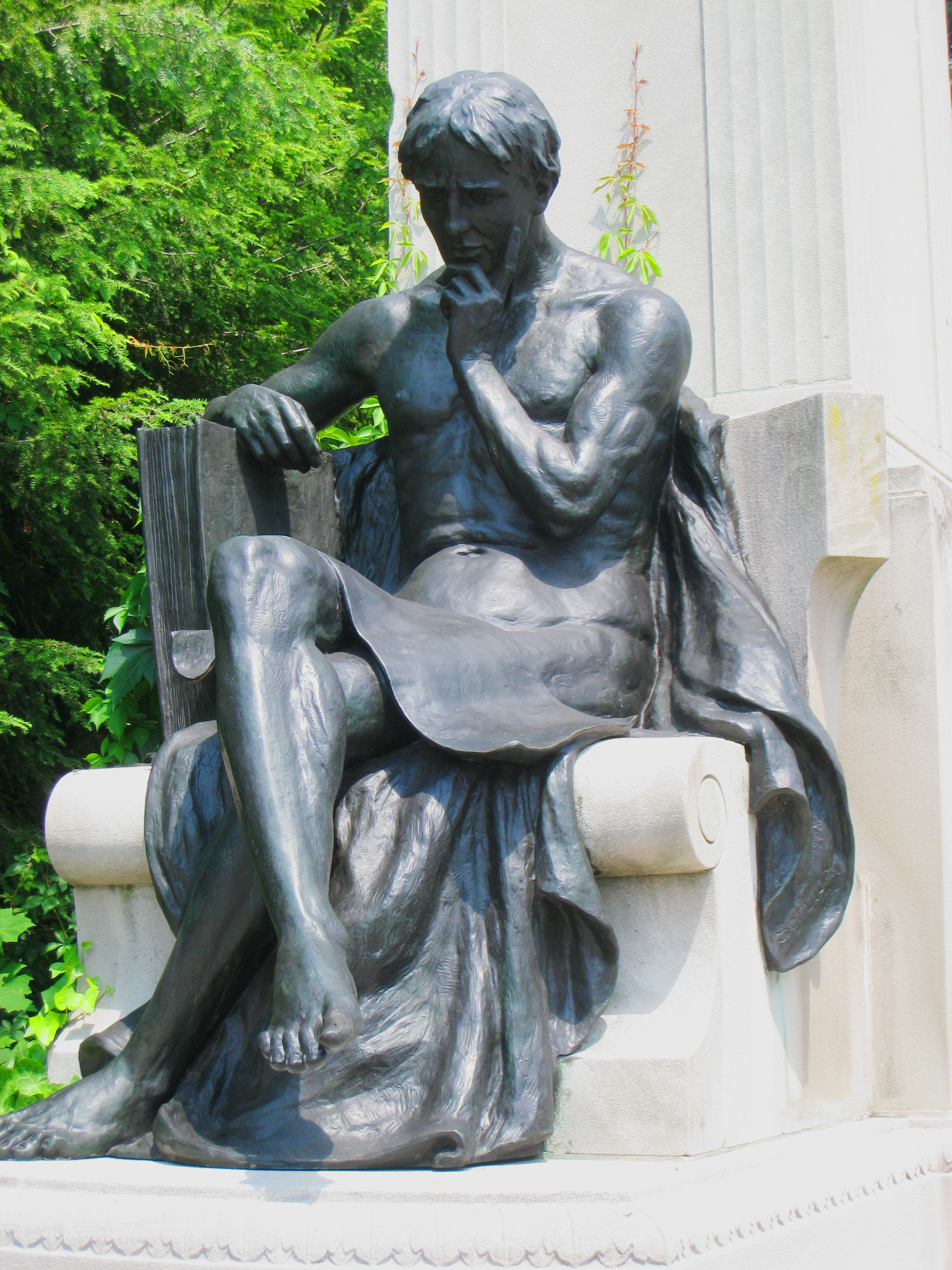
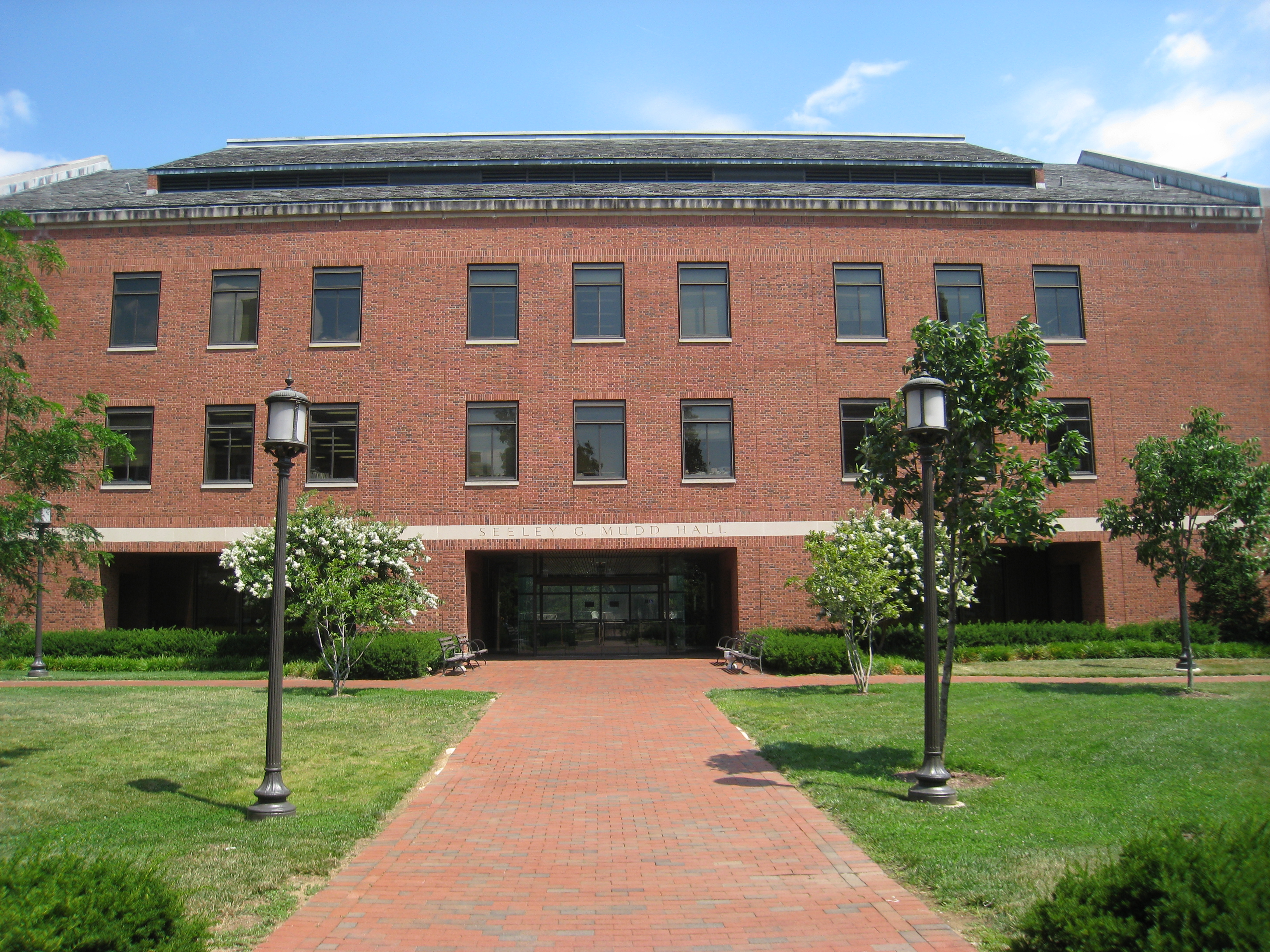
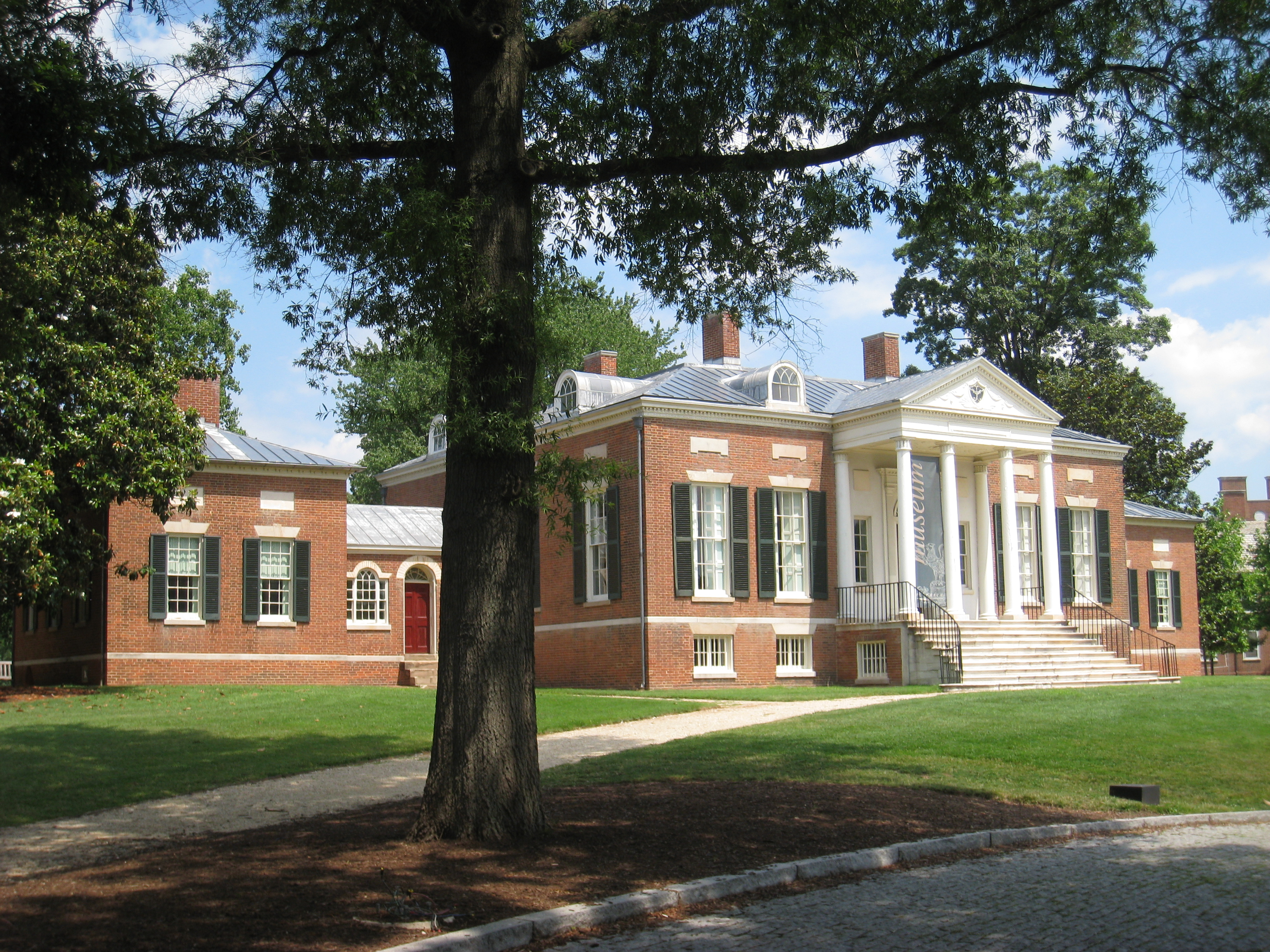
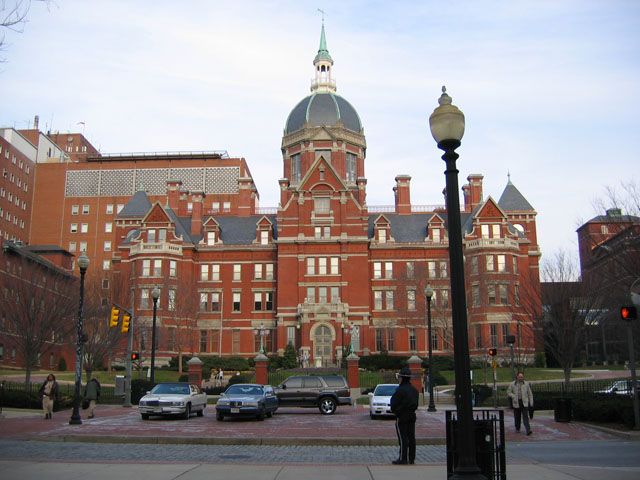
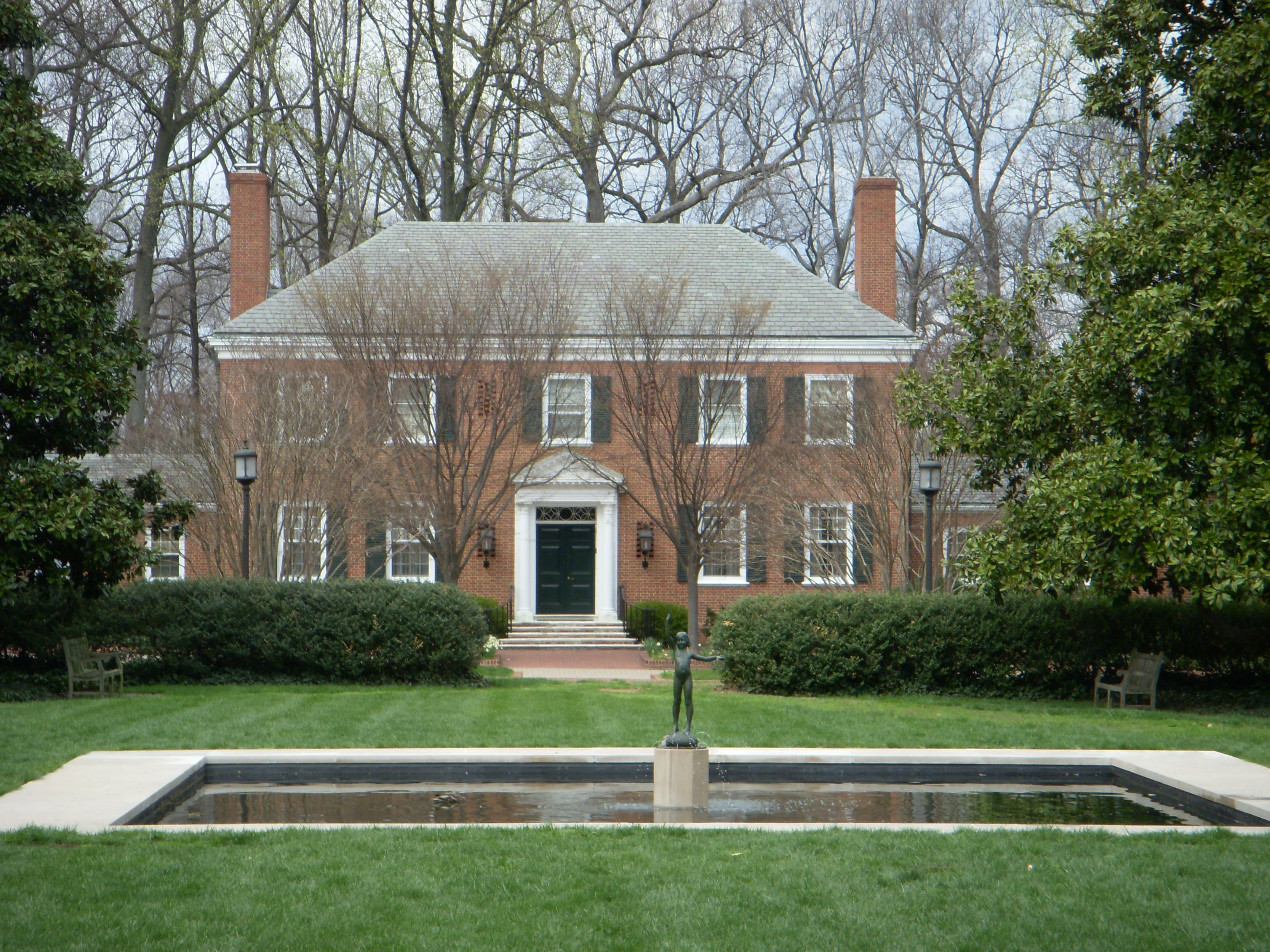
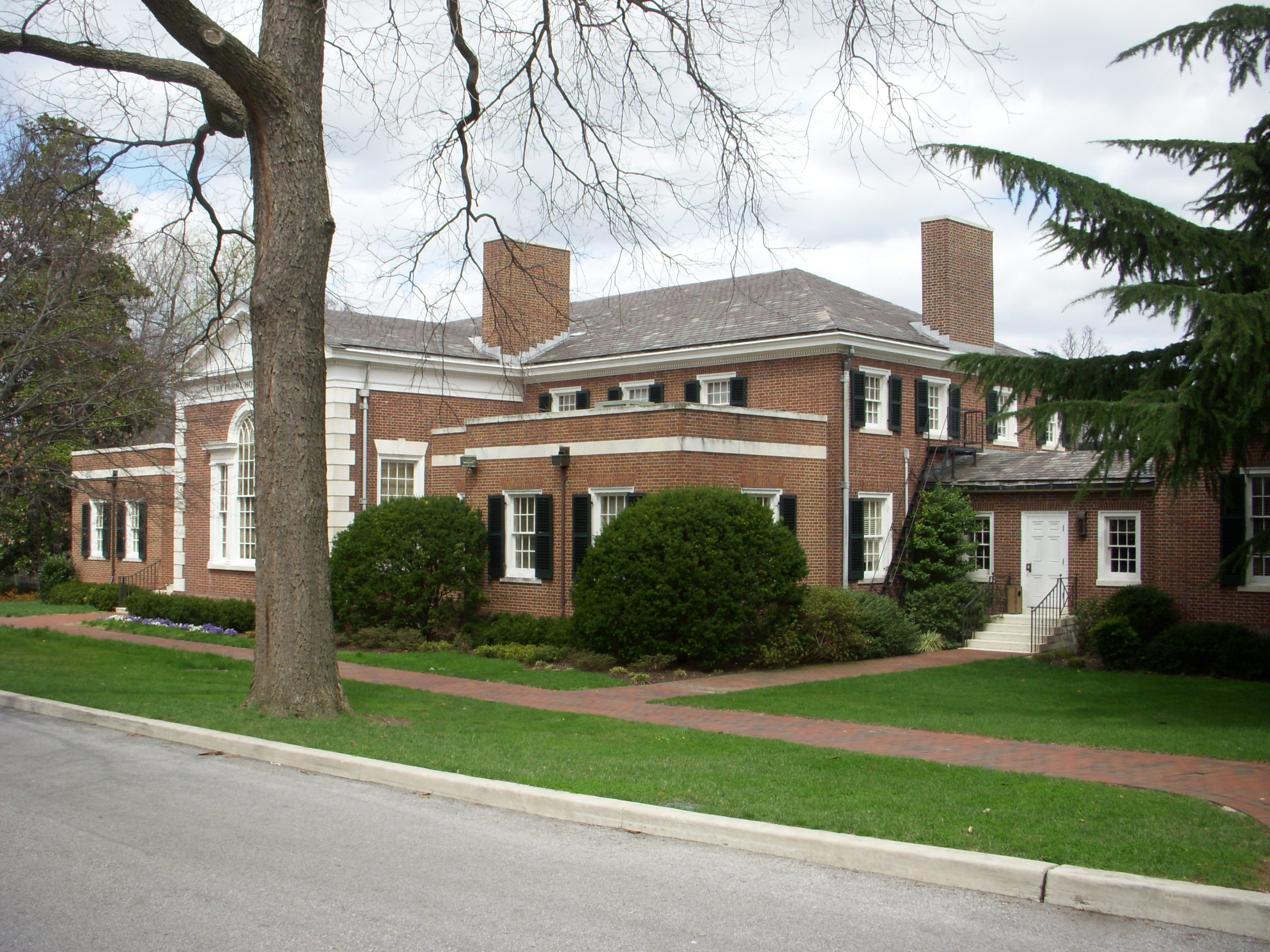
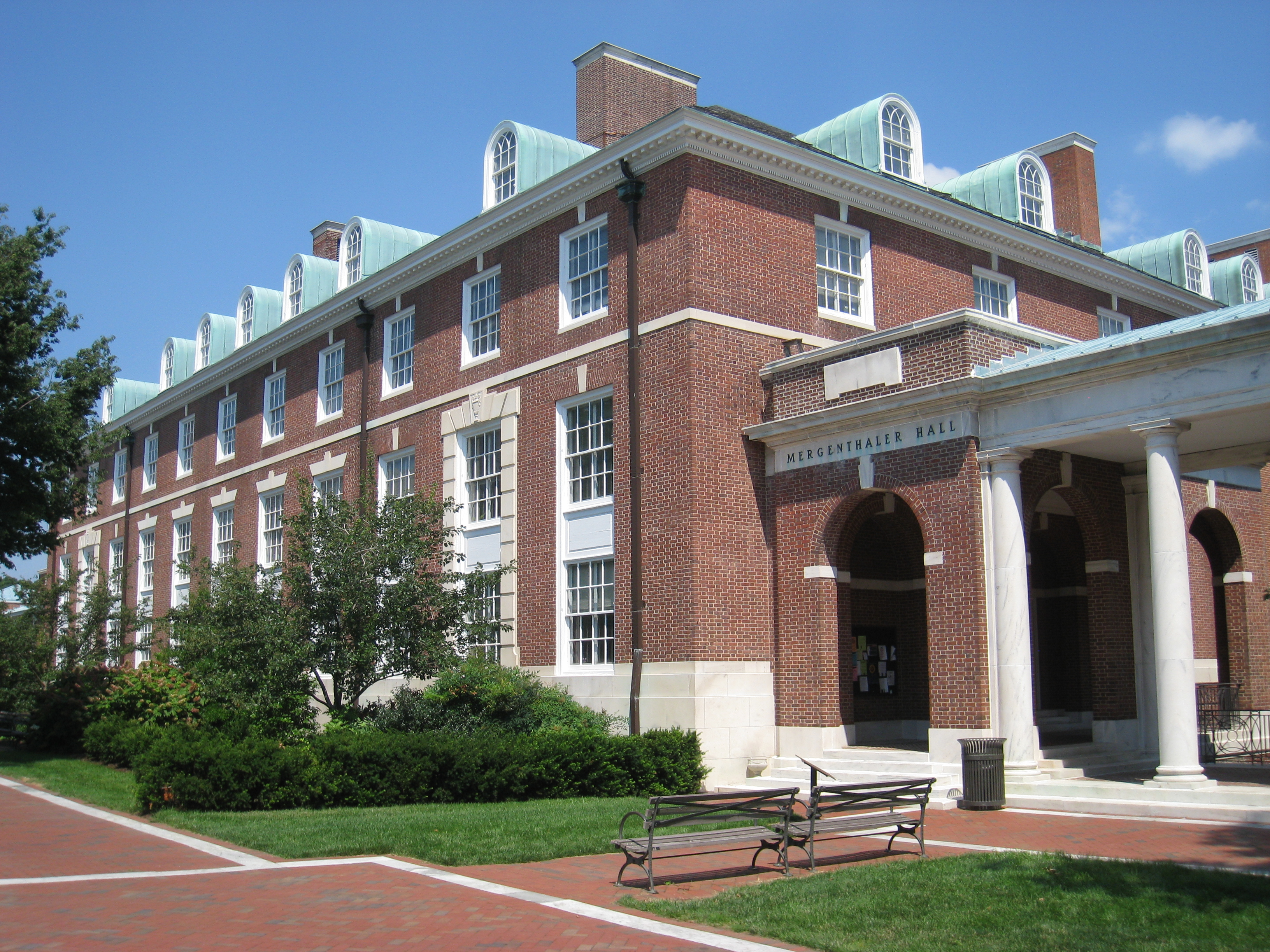
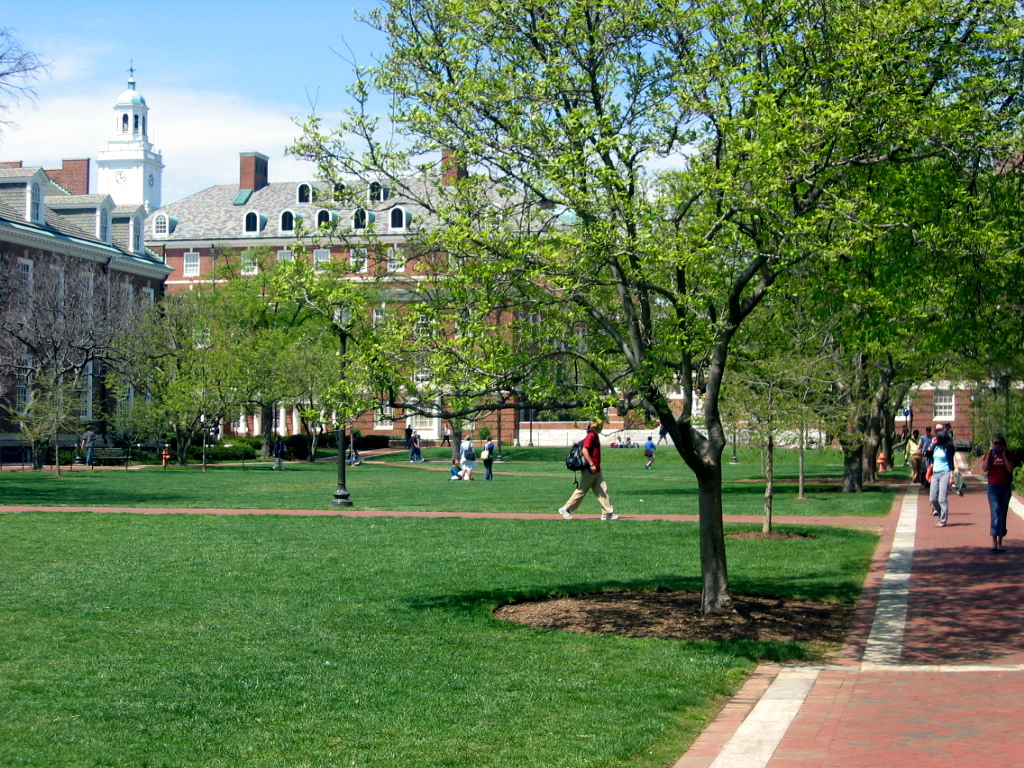
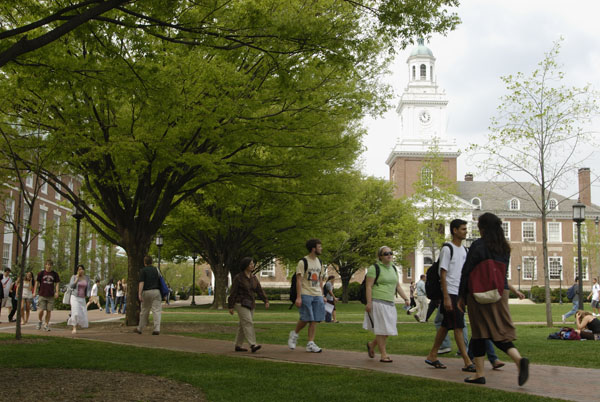
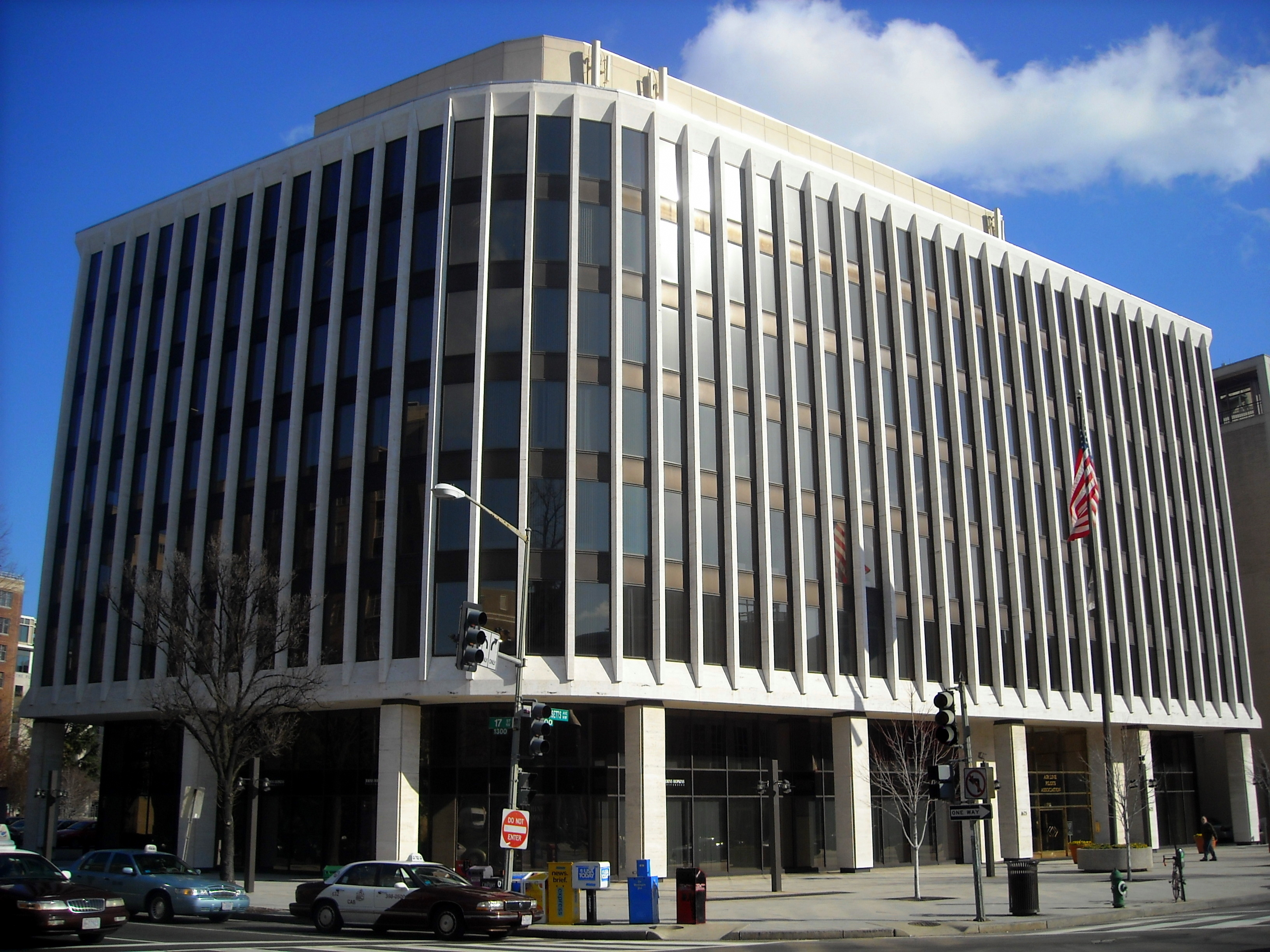
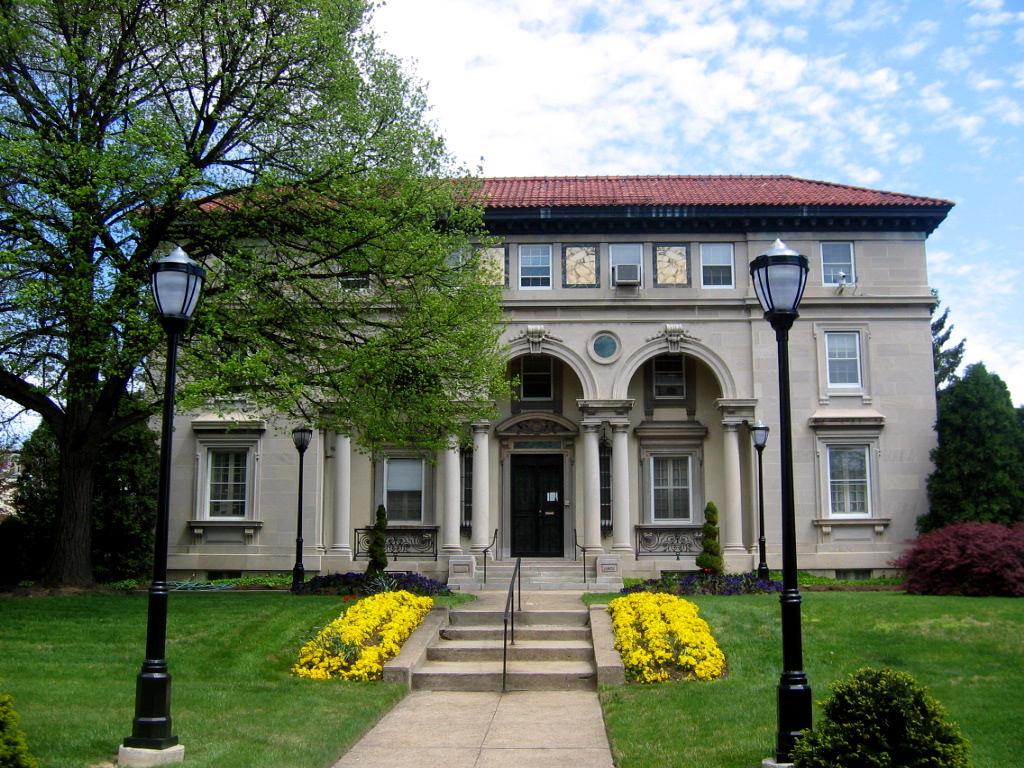
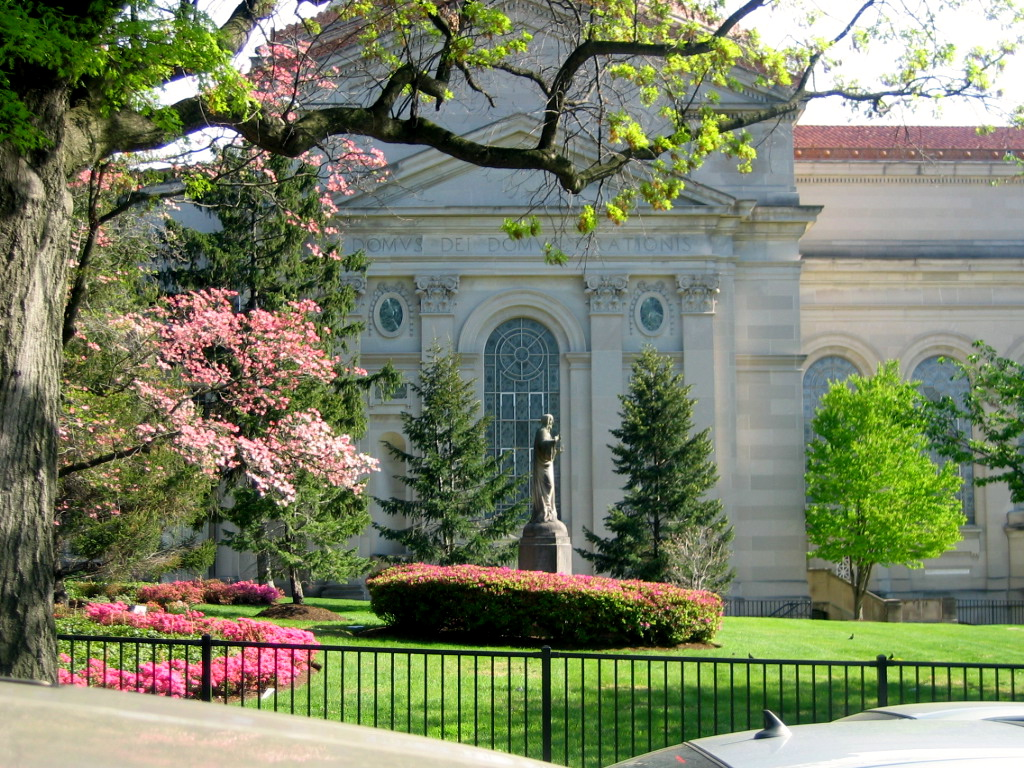
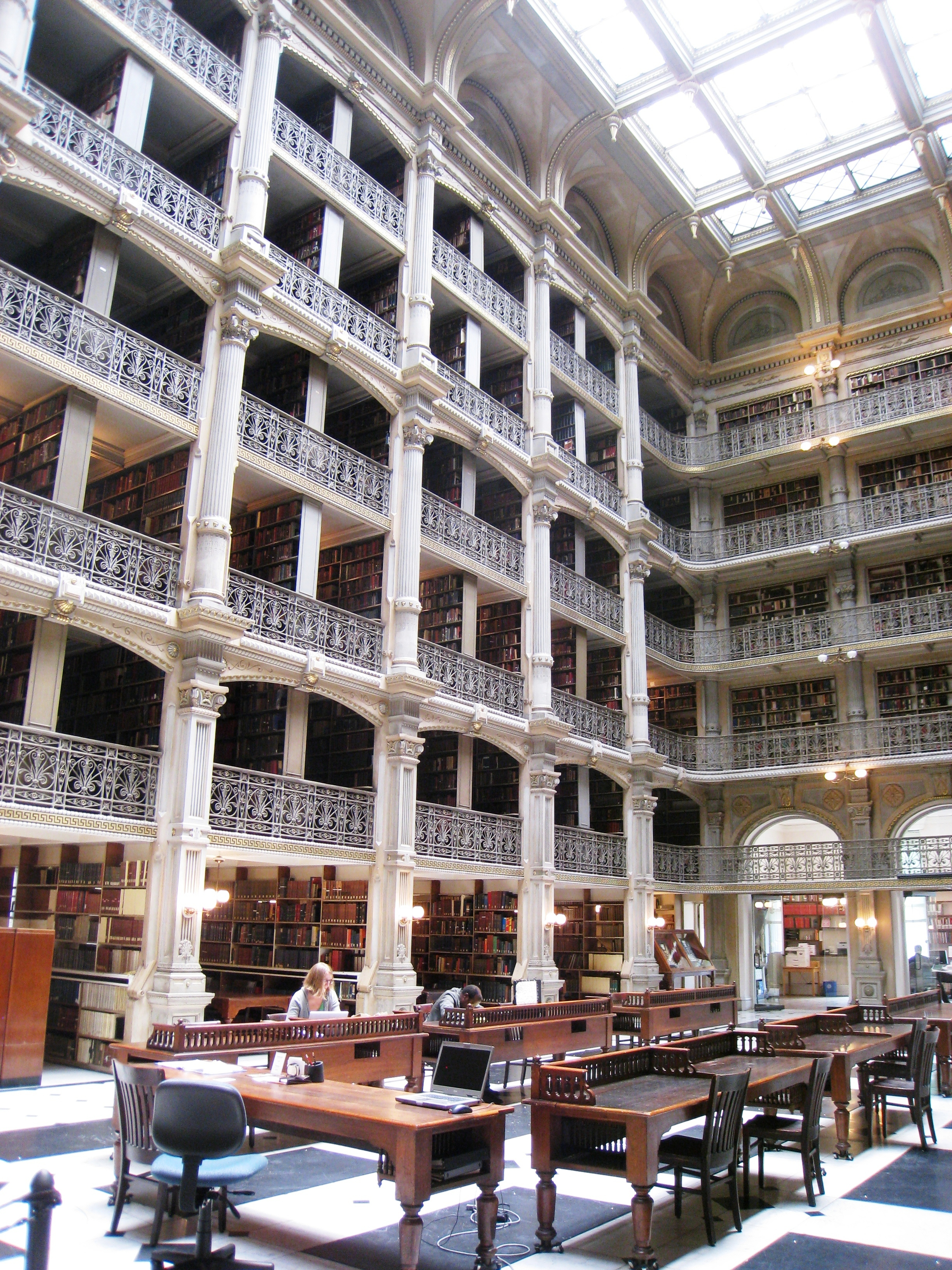
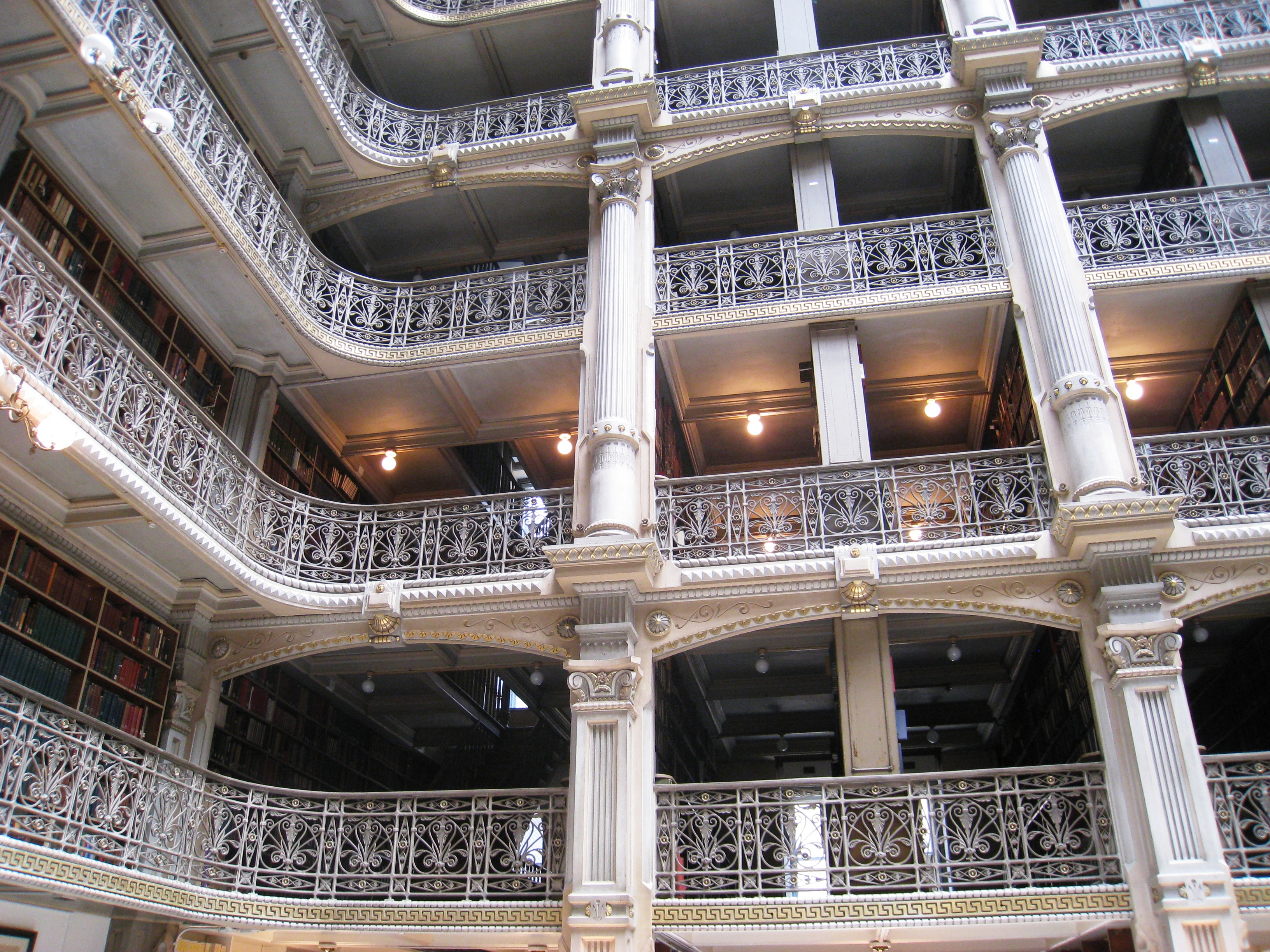
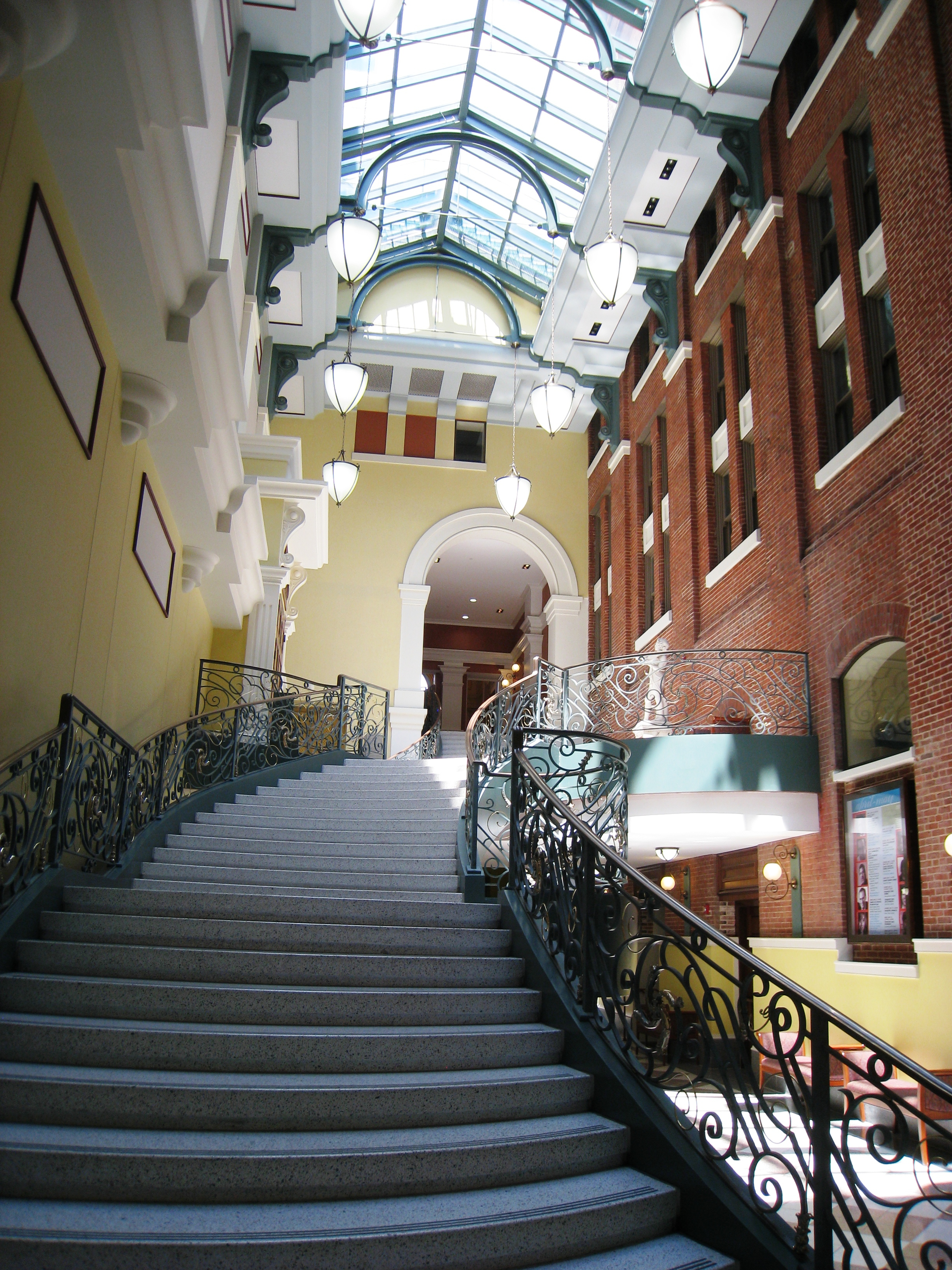
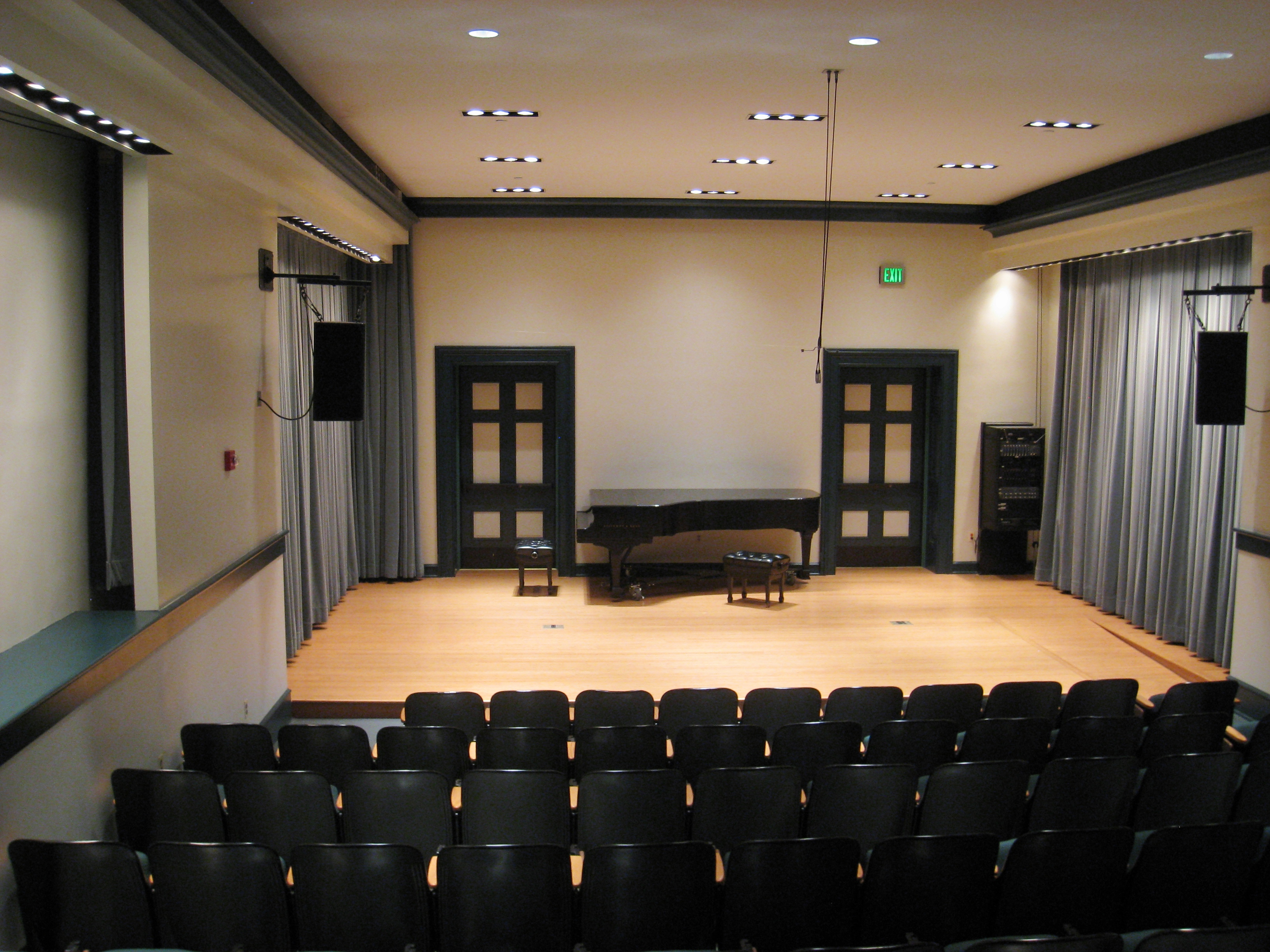
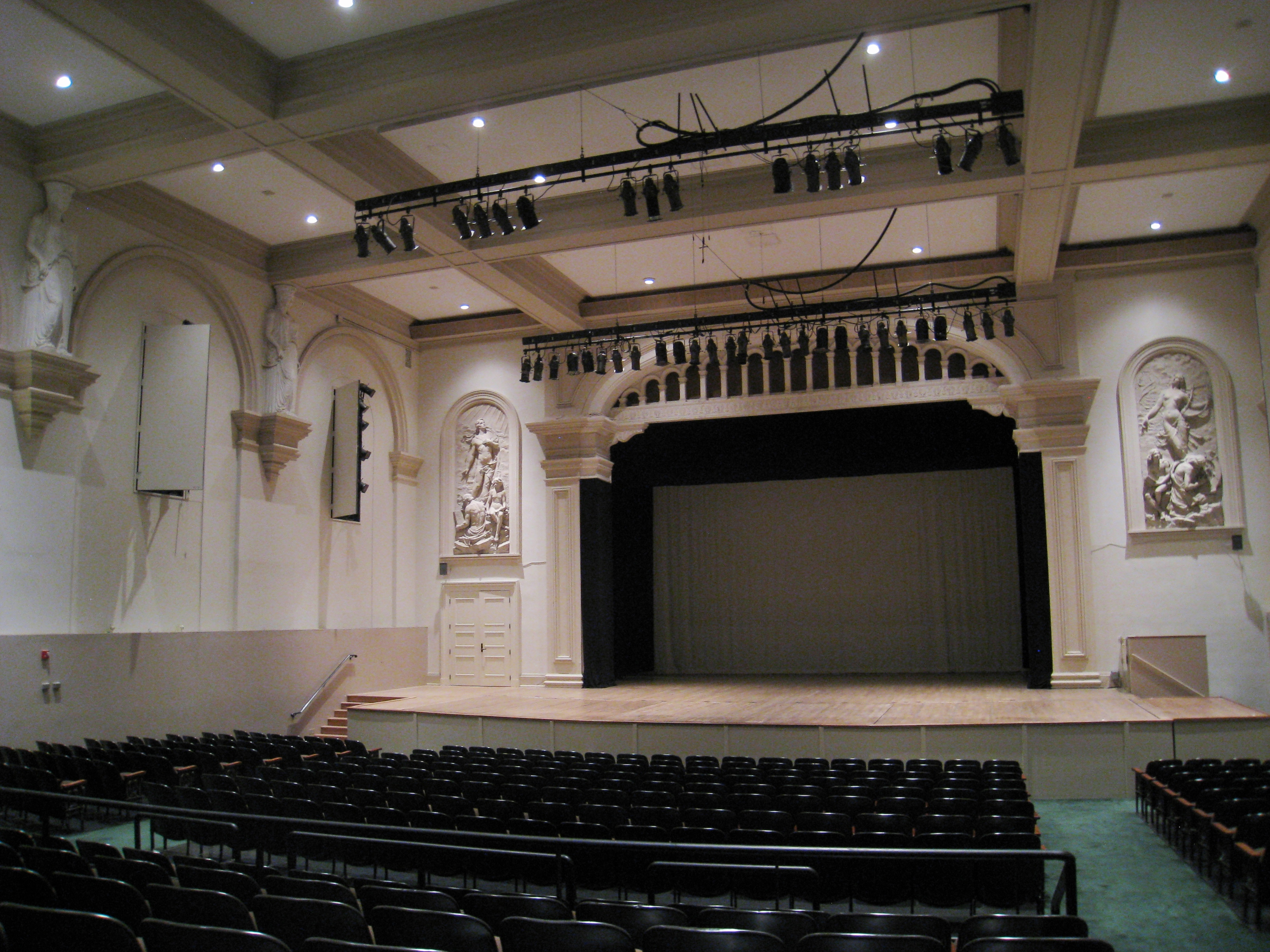